# NBA-Draft 2001
Der NBA-Draft 2001 wurde am 28. Juni 2001 in Minneapolis, Minnesota durchgeführt. In zwei Runden wurden jeweils 29 Spieler von NBA-Teams ausgewählt. Allerdings mussten die Minnesota Timberwolves auf ihren Erstrundenpick verzichten, da sie die Salary-Cap-Regel gebrochen hatten.
An erster Stelle wurde Kwame Brown von den Washington Wizards ausgewählt. Er war damit der erste High-School-Spieler überhaupt, der in einem NBA Draft als First Pick gewählt wurde. Allerdings konnte er dieser Ehre nicht gerecht werden.
Der 2001er Draft wurde von der Washington Times als „der schlechteste Draft jemals“ bezeichnet. Es waren aber auch gute Talente darunter, so der spanische Power Forward Pau Gasol, der dritte Pick insgesamt, oder der französische Point Guard Tony Parker, den die San Antonio Spurs an 28. Stelle drafteten. Weitere Beispiele sind Tyson Chandler (2. Pick), Jason Richardson (5. Pick), Shane Battier (6. Pick), Joe Johnson (10. Pick), Richard Jefferson (13. Pick), Zach Randolph (19. Pick), Gerald Wallace (25. Pick), Samuel Dalembert (26. Pick), Gilbert Arenas (30. Pick), Mehmet Okur (37. Pick) und Bobby Simmons (41. Pick).

## Runde 1
| Pick | Spieler                  | Nationalität       | NBA Team                                                            | vorheriges Team/College                         |
| ---- | ------------------------ | ------------------ | ------------------------------------------------------------------- | ----------------------------------------------- |
| 1    | Kwame Brown (C)          | Vereinigte Staaten | Washington Wizards                                                  | Northern Highlands High School (New Jersey)     |
| 2    | Tyson Chandler (PF/C)    | Vereinigte Staaten | Los Angeles Clippers (nach Chicago getradet)                        | Dominguez High School (Compton, Kalifornien)    |
| 3    | Pau Gasol (PF/C)         | Spanien            | Atlanta Hawks (nach Vancouver getradet)                             | FC Barcelona (Spanien)                          |
| 4    | Eddy Curry (C)           | Vereinigte Staaten | Chicago Bulls                                                       | Thornwood High School (South Holland, Illinois) |
| 5    | Jason Richardson (SG)    | Vereinigte Staaten | Golden State Warriors                                               | Michigan State University                       |
| 6    | Shane Battier (SF)       | Vereinigte Staaten | Vancouver Grizzlies                                                 | Duke University                                 |
| 7    | Eddie Griffin (PF)       | Vereinigte Staaten | New Jersey Nets (nach Houston getradet)                             | Seton Hall University                           |
| 8    | DeSagana Diop (C)        | Senegal            | Cleveland Cavaliers                                                 | Oak Hill Academy (Mouth of Wilson, Virginia)    |
| 9    | Rodney White (SF)        | Vereinigte Staaten | Detroit Pistons                                                     | University of North Carolina at Charlotte       |
| 10   | Joe Johnson (SG/SF)      | Vereinigte Staaten | Boston Celtics                                                      | University of Arkansas                          |
| 11   | Kedrick Brown (SF)       | Vereinigte Staaten | Boston Celtics (von Denver)                                         | Okaloosa-Walton Community College               |
| 12   | Vladimir Radmanović (PF) | BR Jugoslawien     | Seattle SuperSonics                                                 | FMP Železnik Belgrad (Jugoslawien)              |
| 13   | Richard Jefferson (SF)   | Vereinigte Staaten | Houston Rockets (nach New Jersey getradet)                          | University of Arizona                           |
| 14   | Troy Murphy (PF)         | Vereinigte Staaten | Golden State Warriors (von Indiana Pacers)                          | University of Notre Dame                        |
| 15   | Steven Hunter (C)        | Vereinigte Staaten | Orlando Magic                                                       | DePaul University                               |
| 16   | Kirk Haston (PF)         | Vereinigte Staaten | Charlotte Hornets                                                   | Indiana University Bloomington                  |
| 17   | Michael Bradley (PF)     | Vereinigte Staaten | Toronto Raptors                                                     | Villanova University                            |
| 18   | Jason Collins (C)        | Vereinigte Staaten | Houston Rockets (von New York Knicks, nach New Jersey getradet)     | Stanford University                             |
| 19   | Zach Randolph (PF)       | Vereinigte Staaten | Portland Trail Blazers                                              | Michigan State University                       |
| 20   | Brendan Haywood (C)      | Vereinigte Staaten | Cleveland Cavaliers (von Miami Heat, nach Orlando getradet)         | University of North Carolina at Chapel Hill     |
| 21   | Joseph Forte (SG)        | Vereinigte Staaten | Boston Celtics (von Phoenix Suns)                                   | University of North Carolina at Chapel Hill     |
| 22   | Jeryl Sasser (SG)        | Vereinigte Staaten | Orlando Magic (von Milwaukee Bucks)                                 | Southern Methodist University                   |
| 23   | Brandon Armstrong (SG)   | Vereinigte Staaten | Houston Rockets (von Dallas Mavericks, nach New Jersey getradet)    | Pepperdine University                           |
| 24   | Raúl López (PG)          | Spanien            | Utah Jazz                                                           | Real Madrid (Spanien)                           |
| 25   | Gerald Wallace (SF)      | Vereinigte Staaten | Sacramento Kings                                                    | University of Alabama                           |
| 26   | Samuel Dalembert (C)     | Kanada             | Philadelphia 76ers                                                  | Seton Hall University                           |
| 27   | Jamaal Tinsley (PG)      | Vereinigte Staaten | Vancouver Grizzlies (von Los Angeles Lakers, nach Indiana getradet) | Iowa State University                           |
| 28   | Tony Parker (PG)         | Frankreich         | San Antonio Spurs                                                   | Paris Basket Racing (Frankreich)                |

## Runde 2
| Pick | Spieler                   | Nationalität       | NBA Team                                      | vorheriges Team/College                    |
| ---- | ------------------------- | ------------------ | --------------------------------------------- | ------------------------------------------ |
| 29   | Trenton Hassell (SG)      | Vereinigte Staaten | Chicago Bulls                                 | Austin Peay State University               |
| 30   | Gilbert Arenas (PG)       | Vereinigte Staaten | Golden State Warriors                         | University of Arizona                      |
| 31   | Omar Cook (PG)            | Vereinigte Staaten | Orlando Magic (von Washington Wizards)        | St. John’s University, New York            |
| 32   | Will Solomon (PG)         | Vereinigte Staaten | Vancouver Grizzlies                           | Clemson University                         |
| 33   | Terence Morris (SF)       | Vereinigte Staaten | Atlanta Hawks                                 | University of Maryland, College Park       |
| 34   | Brian Scalabrine (PF)     | Vereinigte Staaten | New Jersey Nets                               | University of Southern California          |
| 35   | Jeff Trepagnier (SG)      | Vereinigte Staaten | Cleveland Cavaliers                           | University of Southern California          |
| 36   | Damone Brown (SF)         | Vereinigte Staaten | Philadelphia 76ers (von Los Angeles Clippers) | Syracuse University                        |
| 37   | Mehmet Okur (C)           | Türkei             | Detroit Pistons                               | Tofas Bursa (Türkei)                       |
| 38   | Michael Wright (PF)       | Vereinigte Staaten | New York Knicks (von Boston Celtics)          | University of Arizona                      |
| 39   | Earl Watson (PG)          | Vereinigte Staaten | Seattle SuperSonics                           | University of California, Los Angeles      |
| 40   | Jamison Brewer (PG)       | Vereinigte Staaten | Indiana Pacers                                | Auburn University                          |
| 41   | Bobby Simmons (SF)        | Vereinigte Staaten | Seattle SuperSonics                           | DePaul University                          |
| 42   | Eric Chenowith (C)        | Vereinigte Staaten | New York Knicks (von Seattle SuperSonics)     | University of Kansas                       |
| 43   | Kyle Hill (PG)            | Vereinigte Staaten | Dallas Mavericks (von Houston Rockets)        | Eastern Illinois University                |
| 44   | Sean Lampley (SF)         | Vereinigte Staaten | Chicago Bulls (von Charlotte Hornets)         | University of California, Berkeley         |
| 45   | Loren Woods (C)           | Vereinigte Staaten | Minnesota Timberwolves                        | University of Arizona                      |
| 46   | Ousmane Cisse (PF)        | Mali               | Denver Nuggets (von Toronto Raptors)          | St. Jude High School (Montgomery, Alabama) |
| 47   | Antonios Fotsis (SF)      | Griechenland       | Vancouver Grizzlies (von New York Knicks)     | Panathinaikos Athen (Griechenland)         |
| 48   | Ken Johnson (C)           | Vereinigte Staaten | Miami Heat                                    | Ohio State University                      |
| 49   | Ruben Boumtje-Boumtje (C) | Kamerun            | Portland Trail Blazers                        | Georgetown Hoyas                           |
| 50   | Alton Ford (PF)           | Vereinigte Staaten | Phoenix Suns                                  | University of Houston                      |
| 51   | Andre Hutson (PF)         | Vereinigte Staaten | Milwaukee Bucks                               | Michigan State University                  |
| 52   | Jarron Collins (C)        | Vereinigte Staaten | Utah Jazz                                     | Stanford University                        |
| 53   | Kenny Satterfield (PG)    | Vereinigte Staaten | Dallas Mavericks                              | University of Cincinnati                   |
| 54   | Maurice Jeffers (SG)      | Vereinigte Staaten | Sacramento Kings                              | Saint Louis University                     |
| 55   | Robertas Javtokas (C)     | Litauen            | San Antonio Spurs (von Los Angeles Lakers)    | BC Lietuvos Rytas (Litauen)                |
| 56   | Alvin Jones (C)           | Luxemburg          | Philadelphia 76ers                            | Georgia Institute of Technology            |
| 57   | Bryan Bracey (SF)         | Vereinigte Staaten | San Antonio Spurs                             | University of Oregon                       |

## Ungedraftete Spieler
- Carlos Arroyo (PG,  Puerto Rico), Florida International University
- Maurice Evans (SG,  Vereinigte Staaten), University of Texas at Austin
- Jerry Green (PG, Vereinigte Staaten), Cal-Irvine
- Wálter Herrmann (SF,  Argentinien), AD Atenas (Argentinien)
- Stanislaw Medwedenko (PF,  Ukraine)
- Jamario Moon (SF, Vereinigte Staaten), Meridian Community College
- Paul Shirley (PF, Vereinigte Staaten), Iowa State University
- Mike Wilks (PG, Vereinigte Staaten), Rice University